# Fáskövirózsafajok listája
A fáskövirózsa (Echeveria) a kőtörőfű-virágúak (Saxifragales) rendjébe, ezen belül a varjúhájfélék (Crassulaceae) családjába és a fáskövirózsa-formák (Sempervivoideae) alcsaládjába tartozó nemzetség.

## Rendszerezés

### Fajsorok
Az alábbi fajokat és hibrideket a következő fajsorokba sorolják be:
- Echeveria ser. Angulatae E.Walther
- Echeveria ser. Australes E.Walther
- Echeveria ser. Chloranthae Moran
- Echeveria ser. Ciliatae Moran
- Echeveria ser. Echeveria DC.
- Echeveria ser. Gibbiflorae (Baker) A.Berger
- Echeveria ser. Longistylae E.Walther
- Echeveria ser. Mucronatae E.Walther
- Echeveria ser. Occidentales Moran
- Echeveria ser. Paniculatae A.Berger in Engl. & Prantl
- Echeveria ser. Pruinosae E.Walther
- Echeveria ser. Racemosae (Baker) A.Berger (1930)
- Echeveria ser. Secundae (Baker) A.Berger (1930)
- Echeveria ser. Spicatae (Baker) A.Berger in Engl. & Prantl
- Echeveria ser. Thyrsiflorae Moran
- Echeveria ser. Urceolatae E.Walther (1959)
- Echeveria ser. Valvatae Moran

### Fajok és hibridek
A nemzetségbe az alábbi 185 faj és 1 hibrid tartozik:
- Echeveria acutifolia Lindl.
- Echeveria affinis E.Walther
- szúrós fáskövirózsa (Echeveria agavoides) Lem.
- Echeveria alata Alexander
- Echeveria alpina E.Walther
- Echeveria amoena De Smet ex É.Morren
- Echeveria amphoralis E.Walther
- Echeveria andicola Pino
- Echeveria angustifolia E.Walther
- Echeveria atropurpurea (Baker) É.Morren
- Echeveria australis Rose
- Echeveria bakeri Kimnach
- Echeveria ballsii E.Walther
- Echeveria bella Alexander
- Echeveria bicolor (Kunth) E.Walther
- Echeveria bifida Schltdl.
- Echeveria bifurcata Rose
- Echeveria brachetii J.Reyes & O.González
- Echeveria calderoniae Pérez-Calix
- Echeveria calycosa Moran
- Echeveria canaliculata Hook.f.
- Echeveria cante Glass & Mend.-Garc.
- Echeveria carminea Alexander
- Echeveria carnicolor (Baker) É.Morren
- Echeveria cerrograndensis A.Vázquez & Nieves
- Echeveria chapalensis Moran & C.H.Uhl
- Echeveria chazaroi Kimnach
- Echeveria chiapensis Rose ex Poelln.
- Echeveria chiclensis (Ball) A.Berger
- Echeveria chihuahuaensis Poelln.
- Echeveria chilonensis (Kuntze) E.Walther
- Echeveria coccinea (Cav.) DC. - típusfaj
- Echeveria colorata E.Walther
- Echeveria cornuta E.Walther
- Echeveria coruana I.García, D.Valentín & Costea
- Echeveria craigiana E.Walther
- Echeveria crassicaulis E.Walther
- Echeveria crenulata Rose
- Echeveria cuencaensis Poelln.
- Echeveria cuscoensis Pino, W.Galiano & P.Nuñez
- Echeveria cuspidata Rose
- Echeveria dactylifera E.Walther
- Echeveria decumbens Kimnach
- Echeveria derenbergii J.A.Purpus
- Echeveria desmetiana De Smet ex É.Morren
- Echeveria difractens Kimnach & A.B.Lau
- Echeveria elatior E.Walther
- elegáns fáskövirózsa (Echeveria elegans) Rose
- Echeveria erubescens E.Walther
- Echeveria eurychlamys (Diels) A.Berger
- Echeveria excelsa (Diels) A.Berger
- Echeveria fimbriata C.H.Thomps.
- Echeveria fulgens Lem.
- csipkés fáskövirózsa (Echeveria gibbiflora) DC.
- Echeveria gigantea Rose & Purpus
- Echeveria globuliflora E.Walther
- Echeveria globulosa Moran
- Echeveria goldmanii Rose
- Echeveria gracilis Rose ex E.Walther
- Echeveria grandifolia Haw.
- Echeveria grisea E.Walther
- Echeveria guatemalensis Rose
- Echeveria gudeliana Véliz & García-Mend.
- Echeveria halbingeri E.Walther
- Echeveria harmsii J.F.Macbr.
- Echeveria helmutiana Kimnach
- Echeveria heterosepala Rose
- Echeveria humilis Rose
- Echeveria hyalina E.Walther
- Echeveria juarezensis E.Walther
- Echeveria juliana J.Reyes, O.González & Kristen
- Echeveria kimnachii J.Meyrán & Vega
- Echeveria krahnii Kimnach
- Echeveria laresensis Pino & Kamm
- Echeveria laui Moran & J.Meyrán
- Echeveria lilacina Kimnach & Moran
- Echeveria longiflora E.Walther
- Echeveria longipes E.Walther
- Echeveria longissima E.Walther
- Echeveria lozanoi Rose
- Echeveria lurida Haw.
- Echeveria lutea Rose
- Echeveria lyonsii Kimnach
- Echeveria macdougallii E.Walther
- Echeveria macrantha Standl. & Steyerm.
- Echeveria marianae I.García & Costea
- Echeveria maxonii Rose
- Echeveria megacalyx E.Walther
- Echeveria meyraniana E.Walther
- Echeveria microcalyx Britton & Rose
- Echeveria minima J.Meyrán
- Echeveria mondragoniana J.Reyes & Brachet
- Echeveria montana Rose
- Echeveria moranii E.Walther
- Echeveria mucronata Schltdl.
- Echeveria multicaulis Rose
- Echeveria multicolor C.H.Uhl
- Echeveria munizii Padilla-Lepe & A.Vázquez
- Echeveria nayaritensis Kimnach
- Echeveria nebularum Moran & Kimnach
- Echeveria nodulosa (Baker) Ed.Otto
- Echeveria novogaliciana J.Reyes, Brachet & O.González
- Echeveria nuda Lindl.
- Echeveria nuyooensis J.Reyes & Islas
- Echeveria ochoae Pino & W.Galiano
- Echeveria olivacea Moran
- Echeveria omiltemiana Matuda
- Echeveria oreophila Kimnach
- Echeveria pallida E.Walther
- Echeveria palmeri Rose
- Echeveria paniculata A.Gray
- Echeveria papillosa Kimnach & C.H.Uhl
- Echeveria patriotica I.García & Pérez-Calix
- Echeveria penduliflora E.Walther
- Echeveria pendulosa Kimnach & C.H.Uhl
- Echeveria perezcalixii Jimeno-Sevilla & P.Carrillo
- Echeveria peruviana Meyen
- Echeveria pilosa J.A.Purpus
- Echeveria pinetorum Rose
- Echeveria pistioides I.García, I.Torres & Costea
- Echeveria pittieri Rose
- Echeveria platyphylla Rose
- Echeveria potosina E.Walther
- Echeveria pringlei (S.Watson) Rose
- Echeveria procera Moran
- Echeveria prolifica Moran & J.Meyrán
- Echeveria proxima E.Walther
- Echeveria prunina Kimnach & Moran
- Echeveria pubescens Schltdl.
- Echeveria pulidonis E.Walther
- bársonyos fáskövirózsa (Echeveria pulvinata) Rose
- Echeveria purhepecha I.García
- Echeveria purpusiorum A.Berger
- Echeveria quitensis (Kunth) Lindl.
- Echeveria racemosa Schltdl. & Cham.
- Echeveria rauschii Keppel
- Echeveria reglensis E.Walther
- Echeveria rodolfoi Mart.-Aval. & Mora-Olivo
- Echeveria rosea Lindl.
- Echeveria roseiflora J.Reyes & O.González
- Echeveria rubromarginata Rose
- Echeveria rulfiana Jimeno-Sevilla, Santana Mich. & P.Carrillo
- Echeveria runyonii Rose
- Echeveria × sayulensis E.Walther
- Echeveria schaffneri (S.Watson) Rose
- Echeveria scheeri Lindl.
- Echeveria secunda Booth ex Lindl.
- Echeveria semivestita Moran
- Echeveria sessiliflora Rose
- Echeveria setosa Rose & Purpus
- Echeveria shaviana E.Walther
- Echeveria skinneri E.Walther
- Echeveria spectabilis Alexander
- Echeveria steyermarkii Standl.
- Echeveria stolonifera (Baker) Ed.Otto
- Echeveria strictiflora A.Gray
- Echeveria subalpina Rose & Purpus
- Echeveria subcorymbosa Kimnach & Moran
- Echeveria subrigida (B.L.Rob. & Seaton) Rose
- Echeveria tamaulipana Mart.-Aval., Mora-Olivo & M.Terry
- Echeveria tencho Moran & C.H.Uhl
- Echeveria tenuifolia E.Walther
- Echeveria tenuis Rose
- Echeveria teretifolia DC.
- Echeveria tobarensis (Rose) A.Berger
- Echeveria tolimanensis Matuda
- Echeveria tolucensis Rose
- Echeveria trianthina Rose
- Echeveria triquiana J.Reyes & Brachet
- Echeveria turgida Rose
- Echeveria uhlii J.Meyrán
- Echeveria unguiculata Kimnach
- Echeveria utcubambensis Hutchison ex Kimnach
- Echeveria uxorum Jimeno-Sevilla & Cházaro
- Echeveria valvata Moran
- Echeveria vanvlietii Keppel
- Echeveria violescens E.Walther
- Echeveria viridissima E.Walther
- Echeveria walpoleana Rose
- Echeveria waltheri Moran & J.Meyrán
- Echeveria westii E.Walther
- Echeveria whitei Rose
- Echeveria wurdackii Hutchison ex Kimnach
- Echeveria xichuensis L.G.López & J.Reyes
- Echeveria yalmanantlanensis A.Vázquez & Cházaro
- Echeveria zorzaniana J.Reyes & Brachet